# 데살로니카인들에게 보낸 둘째 편지
데살로니카인들에게 보낸 둘째 편지(공동번역성서), 테살로니카 신자들에게 보낸 첫째 편지(로마가톨릭), 데살로니가 후서(개신교)는 신약성경의 바울로 서신들 가운데 하나로, 바울로와 디모테오가 테살로니키(데살로니카)에 보낸 편지로 그 서두에 밝히고 있다.
다만 이 서신이 정말 바울로의 저작인지에 대해서는 의견이 갈리는데, 성서비평학을 수용하는 학자들은  데살로니카인들에게 보낸 첫째 편지와의 문체, 신학적 차이를 들어 본 편지가 바울로의 저작이 아니라고 주장한다. 이와는 대조적으로, 이레네우스와 터툴리안을 비롯한 초대교회 교부들의 일치된 증언과 여러 학자들은 여전히 바울이 저자임을 인정하는데, 바울 자신이 친필로 기록했다는 언급 (1:1; 3:17), 다른 바울서신들(데살로니가 전서 등)과 일치하는 어투와 문체, 필치, 데살로니가 전후서의 재림에 대한 일관된 서술 등이 이를 지지한다.
바울로 저작성을 인정하는 대부분의 학자들은 본 편지의 작성연대를 첫째 편지가 쓰여진 직후인 서기 51-52년으로 비정하고, 그렇지 않은 대다수의 성서비평학자들은 서기 80-115년으로 비정한다.

## 구성
본 서신의 저작성에 대해서는 논쟁거리로 남아있다. 신약학자인 어네스트 베스트Ernest Best는 이 문제에 대해 다음과 같이 설명한다.
만일 우리가 데살로니카인들에게 보낸 둘째 편지만 가지고 있었더라면 본 서신이 바울로의 저작이라는데에 일부 학자들만 의문을 품었을 것이다. 그러나 데살로니카인들에게 보낸 첫째 편지와 비교할 때 의문점들이 발생한다. 이 두 서신에는 크나큰 비유사성이 존재한다. 단지 단어 한두개의 문제가 아니라 사용된 어구, 개념, 그리고 편지 전체를 봤을 때 나머지 바울로 서신의 공통 양식과 다른 점이 존재한다. 동시에 이 둘째 편지는 첫째 편지에 비해 친근하지 않은 어조를 사용하고 있으며, 종말론을 비롯한 그 가르침들이 첫째 편지와 모순을 만들어낸다.
|                  |           | 서두부(A) | 발전부(B) | 종결부(B') |
| ---------------- | --------- | --------- | --------- | ---------- |
| 첫인사(1:1-2)    |           |           |           |            |
| 첫째 부분        | 첫째 단락 | 1:3-5     | 1:6-10    | 1:11-12    |
| 첫째 부분        | 둘째 단락 | 2:1-4     | 2:5-7     | 2:8-12     |
| 둘째 부분        | 첫째 단락 | 2:13-14   | 2:15-17   | 3:1-5      |
| 둘째 부분        | 둘째 단락 | 3:6-9     | 3:10-12   | 3:13-16c   |
| 끝인사(3:16d-18) |           |           |           |            |

베스트에 따르면 두 편지는 첫인사(살전 1:1, 살후 1:1-2)와 끝인사(살전 5:28, 살후 3:16d-18)를 통해 균형잡힌 구조를 가진다. 둘째 편지의 1장 3절과 2장 13절은 유사한 9개의 헬라어 단어로 시작된다. 편지의 첫 부분인 1:3-2:12는 두 단락으로 나눌 수 있다. 그중 첫 번째 단락인 1:3-12의 내용은 서두부(A) 1:3-5, 발전부(B) 1:6-10, 병행과 종결부(B') 1:11-12로 나뉘고, 둘째 단락인 2:1-12의 내용은 비슷하게 A 2:1-4, B 2:5-7, B' 2:8-12로 나뉜다.
편지의 둘째 부분인 2:13–3:16c 역시 두 단락으로 나눌 수 있다. 그중 첫 번째 단락인 2:13-3:5의 내용은 A 2:13-14, B 2:15-17, B' 3:1-5로 나뉘고, 둘째 단락인 3:6-16c는 A 3:6-9, B 3:10-12, B' 3:13-16c로 나뉜다. 이 열두 부분중 일곱째 부분(2:13-14)은 "주님의 사랑을 받는 형제 여러분"으로 시작하는데, 이는 데살로니가전서의 열여덟 부분 중 열 네번째와 유사점을 가진다. 일례로, 살후 2:5와 3:10은 각각 "내가 여러분과 함께 있을 때에"와 "우리가 여러분과 함께 있을 때에"로 시작하여 글에 운율감을 형성한다.

### 바울로의 저작이라는 관점
본 서신은 마르키온 정경과 무라토리 단편에 포함되어있고, 이레니우스는 그 이름을 언급한 적이 있으며, 이냐시오, 유스티노, 폴리카르포스는 인용하기도 하였다. G. 밀리간Milligan은 초대교회가 가지고 있던 서신이 위조되었을 확률은 적다고 말하고, 콜린 니콜Colin Nicholl 역시 살후가 바울로의 저작이라는데에 큰 확신을 가진다.

## 편집시기
테살로니카 신자들에게 보낸 첫째 서간에 바로 뒤이어 기록되었리라고 추정되어 왔으나, 최근에는 그보다 후대에 기록되었다는 설도 제기되고 있다.

## 내용
신약성경 중 한 권으로 테살로니카 신자들에게 감사하는 사도 바오로의 마음을 담았으며, 주님의 재림과 이른바 '반그리스도'에 대한 언급도 들어있다.
- 1장: 인사와 감사와 올바른 교회의 모습
- 2장: 미혹하는 자들의 정의, 잘못된 교회와 교회 지도자와 교인에 대한 경고(2:4-12)
- 3장: 주 안에서 보호와 확신 즉 구원의 확신과 그리스도인의 태도

## 같이 보기
- 테살로니키
- 실라 (성경 인물)